# Henry Hutchison
Henry Hutchison (12 de fevereiro de 1997) é um jogador de rugby australiano, que joga na posição de back.

## Carreira
Hutchison frequentou o St Kevin's College, Melbourne e mais tarde o Saint Ignatius' College, Riverview. Ele se juntou ao programa australiano Sevens em agosto de 2015 depois de impressionar pelo seu clube local Randwick na competição Shute Shield de Sydney. Hutchison deveria representar a Austrália nos Jogos da Juventude da Commonwealth em Samoa em setembro de 2015, mas tal foi a impressão que ele causou que foi promovido ao time sênior para a turnê de pré-temporada para a Nova Zelândia. Ele fez parte do time de 12 homens que ajudou a Austrália a se classificar para as Olimpíadas de Verão de 2016 no Oceania Sevens em novembro de 2015. Ele também foi nomeado novato do ano na World Rugby Sevens Series 2015/16.
Ele também foi membro do time masculino australiano de rugby sevens nas Olimpíadas de Tóquio de 2020. O time ficou em terceiro lugar na fase de grupos e depois perdeu para Fiji por 19 a 0 nas quartas de final.
As honras representativas incluem o Sevens Masculino Australiano, o sub-20 australiano e o Schoolboys Australiano. Ele competiu pela Austrália na Copa do Mundo de Rugby Sevens de 2022 na Cidade do Cabo.